# Harm Meijer
Harm Hindrik Meijer (Bourtange, 15 september 1919 – Veendam, 6 mei 1988; Gronings: Haarm Maaijer) was een Gronings regionalist, dichter en oprichter van de politieke partij Grönneger Bond, die streefde naar meer zelfstandigheid voor de Nederlandse provincie Groningen.

## Levensloop
Meijer behaalde zijn einddiploma HBS-B aan de Rijks-HBS in Veendam en werd in 1937 leerling-journalist bij de Groningse afdeling van het socialistische dagblad Het Volk. In deze tijd ontwikkelde hij een passie voor het Gronings, waarover hij boekjes en toneelstukken kocht. Na het vervullen van zijn militaire dienstplicht ging hij in 1940 aan het werk bij de Nederlandse Spoorwegen. Dit beviel hem toch niet geheel, want tussen 1949 en 1958 volgde hij in de avonduren een studie economie aan de Rijksuniversiteit Groningen. In 1959 werd hij daarop aangesteld als leraar boekhouden en economie aan het Veendamse Winkler Prins Lyceum. Begin jaren 1960 publiceerde hij stukjes in het dagblad Het Vrije Volk, de naoorlogse voortzetting van Het Volk. Ook begon hij in die tijd Groningstalige gedichten te schrijven en schreef hij voor het Groningse satirische tijdschrift Twijspaalk. In de jaren 1970 was hij led van de spellingscommissie van de Culturele Raad.

## Politiek
In 1974 richtte hij, mogelijk in reactie op het feit dat de baten uit het aardgasveld van Slochteren slechts voor een klein deel ten goede kwamen aan de provincie Groningen, samen met een aantal anderen de partij Grönneger Bond, op die zich richtte op meer zelfstandigheid van de provincie en minder bemoeienis van het rijk. Dat jaar werd gepoogd een zetel te halen met behulp van een poster waarop naast Meijer een jonge dame in een kort rokje te zien is met de tekst "Veur jonk en old: Grönneger Bond". Het mocht niet baten. Mogelijk mede door de invloed van stemmentrekker Fré Meis (die vier jaar eerder een grote verkiezingszege behaalde) behaalde Grönneger Bond slechts 0,8% van de stemmen bij de Statenverkiezingen van 1974, onvoldoende voor een zetel. Ook bij de daaropvolgende verkiezing van 1978 was dit het geval. Meijer zou altijd het gezicht van de partij blijven.
Begin jaren 1980 versterkte Meijer zijn streven naar regionalisme verder en werd de naam van de partij veranderd naar Federalistische Partij Grunneger Bond. Bij de daaropvolgende gemeenteraadsverkiezingen van Veendam in 1982 werd een combinatie aangegaan met de lokale partij Gemeentebelangen en stond hij als tweede op de lijst. Hij werd echter niet verkozen. Toen de partij bij de Statenverkiezingen van 1987 wederom geen zetel behaalde, werd op 25 mei 1987 besloten tot de opheffing van de partij. Meijer beloofde zijn strijd voort te zetten, maar nog geen jaar later overleed hij op 68-jarige leeftijd.